# 利奥波德·斯托科夫斯基
利奥波德·安東尼·斯托科夫斯基（波蘭語：Leopold Anthony Stokowski，1882年4月18日—1977年9月13日），英国指挥家，古典音乐改编家。

## 生平
利奥波德·斯托科夫斯基生于英国伦敦，父亲是波兰移民，母亲是爱尔兰移民。
斯托科夫斯基就讀于牛津大学王后学院、伦敦皇家音乐学院，后去巴黎及慕尼黑深造。1900年从皇家音乐学院毕业后，在伦敦一个教堂任管风琴师。

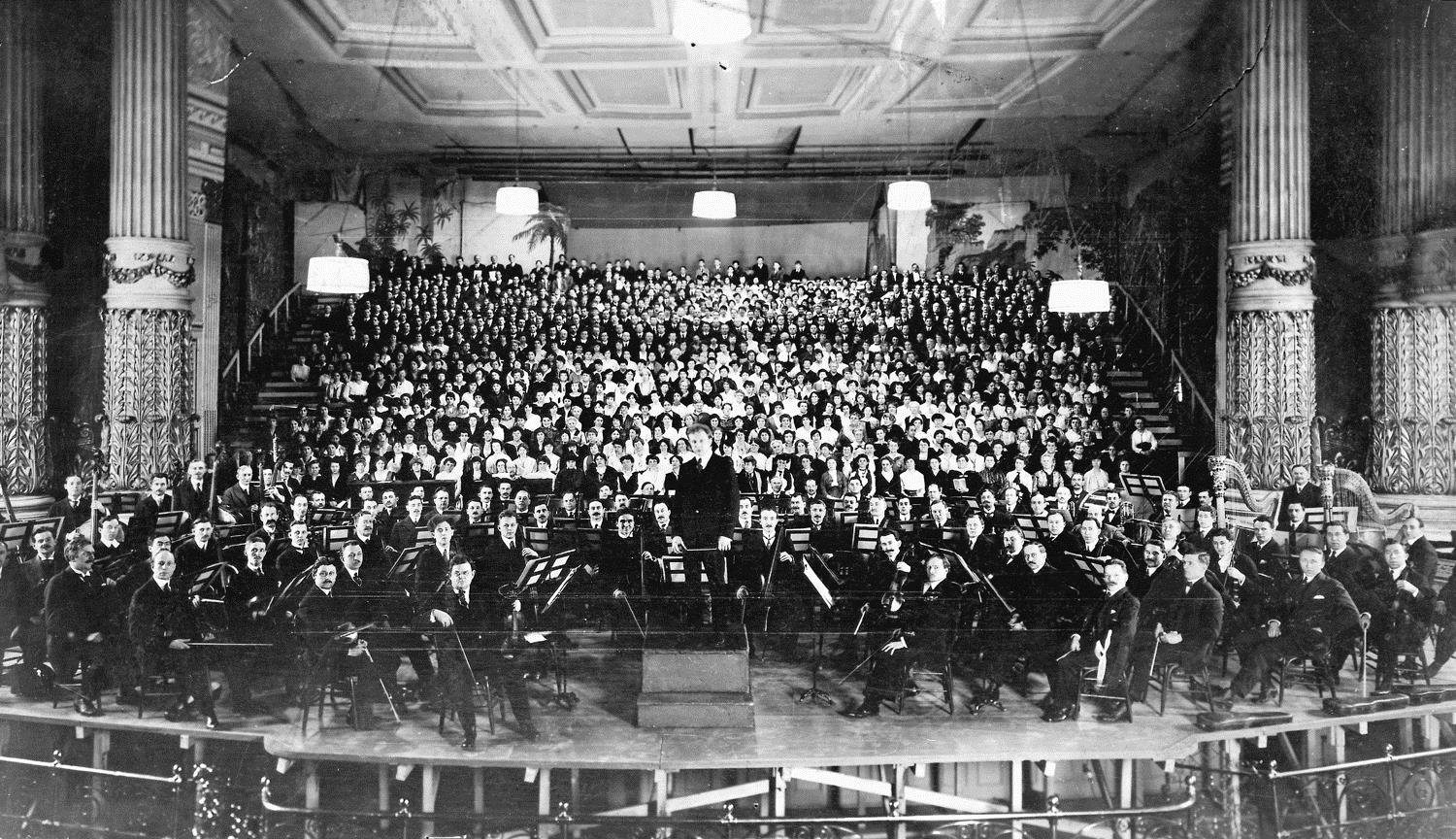
斯托科夫斯基和费城管弦乐团进行马勒第八交响曲的美国首演，1916年3月2日

1905年到美国定居，任圣巴索洛缪教堂管风琴手及圣咏团乐长；1909–1912年任辛辛那提交响乐团指挥；1912–1938年任费城管弦乐团指挥；
1940年创建了美国青年交响乐团。1941-1944年任NBC交响乐团首席客座指挥，1945年创建了纽约市立交响乐团、好莱坞碗交响乐团，1946-1950年任纽约爱乐乐团首席客座指挥，1955-1961年任休斯敦交响乐团常任指挥。1962年创建了美国交响乐团。

## 評價
斯托科夫斯基大概主持过2000场的作品首演，他对巴赫作品的改编使得他名气崛起。例如为管风琴而作的d小调触技与赋格曲，他利用大型管弦乐队使作品焕发出前所未有的魅力。斯托科夫斯基因其“音响魔术”倍受赞誉，但又因他对原曲的肆意改动而受到非议。
1979年利奥波德·斯托科夫斯基协会成立。协会致力于使世人永远记住这位大师，并且将他的录音再发布。
格连·古尔德形容斯托科夫斯基是几个难得能让他由衷佩服的指挥家之一。

## 作品

### 商業錄音
斯托科夫斯基是第一位灌錄全本勃拉姆斯交響曲（四首）的指揮，另外他也是首位錄製荀貝格《古勒之歌》的指揮。

### 文字作品
- 《大众音乐》. Simon & Schuster, New York, 1943.

### 电影
- 1936年，《1937年大广播》
- 1937年，《100个男人和1个女孩（英语：One Hundred Men and a Girl）》
- 1940年，《幻想曲》（Fantasia）
- 1947年，《卡耐基乐厅（英语：Carnegie Hall (film)）》

## 獲獎與榮譽
他加盟迪士尼的电影《幻想曲》，使影片的配乐成为经典，因此获得奥斯卡荣誉奖。

## 個人生活
斯托科夫斯基生前对自己的身世三缄其口，现在已知他出生于伦敦并且以他的祖父列奥波尔德之名受洗。
斯托科夫斯基与女演员格洛丽亚·范德比尔特成婚。